# Oh Africa
„Oh Africa“ je píseň amerického hip-hopového zpěváka Akona. Píseň pochází z jeho čtvrtého alba Akonic a také na albu k mistrovství světa ve fotbale v Jižní Africe Listen Up! The Official 2010 FIFA World Cup Album. Produkce se ujal producent Alexander „PrettyBoiFresh“ Parhm a Jr. S touto písní mu vypomohla americká R&B zpěvačka Keri Hilson.

## Hitparáda
| Žebříček  | Příčka |
| --------- | ------ |
| Švýcarsko | 52     |
| Dánsko    | 8      |
| Maďarsko  | 4      |